# Santo Antônio dos Lopes
Santo Antônio dos Lopes – miasto i gmina w Brazylii, w Regionie Północno-Wschodnim, w stanie Maranhão.  
Ma powierzchnię 770,92 km². Według danych ze spisu ludności w 2010 roku gmina liczyła 14 288 mieszkańców, a gęstość zaludnienia wynosiła 18,52 osób/km². Dane szacunkowe z 2019 roku podają liczbę 14 528 mieszkańców. 
W 2017 roku produkt krajowy brutto per capita wyniósł 113 447,66 reali brazylijskich.
Gminę utworzono w 1961 roku, wcześniej tereny te administracyjnie były przynależne do gminy Pedreiras.